# La voce di Wilma Goich
La voce di Wilma Goich è il primo album in studio della cantante italiana Wilma Goich, pubblicato dalla casa discografica Dischi Ricordi nell'ottobre del 1965.

## Tracce
Lato A
1. Il diritto di amare – 3:12 (testo: Vito Pallavicini – musica: Tomaso Albinoni (composizione originale); Lunero)
2. Un bacio sulle dita – 2:18 (testo: Grytzko Mascioni – musica: Iller Pattacini)
3. Ho capito che ti amo – 3:12 (Luigi Tenco)
4. Era troppo bello – 2:57 (Andrea Lo Vecchio)
5. Buon viaggio amore – 1:42 (testo: Franco Califano – musica: Giancarlo Colonnello)
6. Facile non è – 2:56 (testo: David C. Linton; Biri (Ornella Ferrari Colombi) testo adattato in italiano – musica: Leon Huff)

Lato B
1. Le colline sono in fiore – 3:20 (testo: Calibi, Mogol – musica: Renato Angiolini)
2. Ascolta la voce (di chi ti ama) – 2:15 (Andrea Lo Vecchio)
3. Io non ci sarò – 2:20 (testo: Mogol – musica: Iller Pattacini)
4. Sto qui dalle sei – 2:38 (John D. Loudermilk)
5. Il mare di sera – 2:12 (testo: Antonio Del Monaco – musica: Piero Soffici)
6. Dopo il sole pioverà – 2:04 (testo: Mogol – musica: Iller Pattacini)

## Musicisti
- Wilma Goich – voce
- Iller Pattacini – direzione orchestra, direzione cori
- Coro di Nora Orlandi – cori (brani: "Le colline sono in fiore" e "Io non ci sarò")

Note aggiuntive
- Lucio Salvini – note retrocopertina album originale[1]